# マティアス・ストーム
マティアス・ストーム または マティアス・ストーマー（Matthias Stom または Matthias Stomer、1589年か1590年生まれ、1650年以降に没）はオランダかフランドル出身の画家である。カラヴァッジオの絵のスタイルに追随したカラヴァジェスティと呼ばれる画家の一人である.。聖書の物語を題材に描くことが多く、イタリアの教会や貴族から注文を受けてイタリア各地で活動した。

## 略歴
生涯については殆ど知られていない。名前の「Stom」（オランダ語ではStomは「愚か」などの意味がある。）は何か障害があったことを示す仇名であったとする説を唱える学者もいるが、証拠はない。生まれた場所を示す資料はないが、1942年にオランダの美術史家 G.J. Hoogewerffはアメルスフォールトで生まれたとする説を提案しているが根拠は不明である。「ストーム」という姓はフランドル南部出身の人々の中にしばしば見られる姓であるためフランドル生まれかフランドルからオランダに移ってきた家族の出身とも考えられている。
これまでそのスタイルが似ていたことからオランダの画家、ヘラルト・ファン・ホントホルスト(1592-1656)の弟子であったとされていたが、ストームの修行時代であったと考えられる時期にファン・ホントホルストはイタリアで修行していて、1620年までユトレヒトに戻っていないので、ファン・ホントホルストの弟子になっていたとしても別の画家の工房で修行を終えた後であると思われる。ストームが絵を学んだと思われる画家には、ユトレヒトの画家としては、1614年にローマから戻っていたヘンドリック・テル・ブルッヘンや、それよりも早くローマでの修行から帰国していたヨアヒム・ウテワールやパウルス・モレールス、アブラハム・ブルーマールトらが考えられる。フランドルで修行していたとすれば、アムステルダムのカラヴァジェスティであるアブラハム・ヤンセンスなどが考えられるが、いずれにせよストームの修行時代に関する文書は残っていない。
ストームの名前が記録に現れるのは、1630年で、「30歳のストームというフランドルの画家がニコラ・プロヴォ(Nicolas Provost)というフランスの画家とローマに住んでいたという記録で、その住居は帰国したオランダの画家パウルス・ボル(Paulus Bor)が住んでいた場所であった。この記録からストームの生年が1600年頃と推定された。1632年までストームはそこに住んでいた記録がある。1635年までにはナポリに移っていて、ナポリで1640年までは活動していて、ナポリの教会に宗教画を描き、工房を開き、ナポリに滞在するイギリスやオランダ商人などからも注文を得て画家として成功した。Domenico ViolaやDomenico Gargiuloといったナポリの画家にも影響を与えたとされる。
その後、シチリアのパレルモに移り、モンレアーレやカッカモの教会の装飾画を描き、公爵のアントニオ・ルッフォに絵画を買い上げられた。亡くなった場所、亡くなった年についても明らかでないが、1652年に北イタリア、ロンバルディアのキウドゥーノの教会の祭壇画を描いたという記録もあり、シチリアで亡くなったか、北イタリアで亡くなったとされている.。
17世紀末に、同名の画家が北イタリアで戦争画を描いていて、息子か孫であるとされている。
闇の中で蝋燭に照らされている人物などキアロスクーロの技法を用いた画家で、カラヴァジェスティと呼ばれる画家の一人である。

## 作品

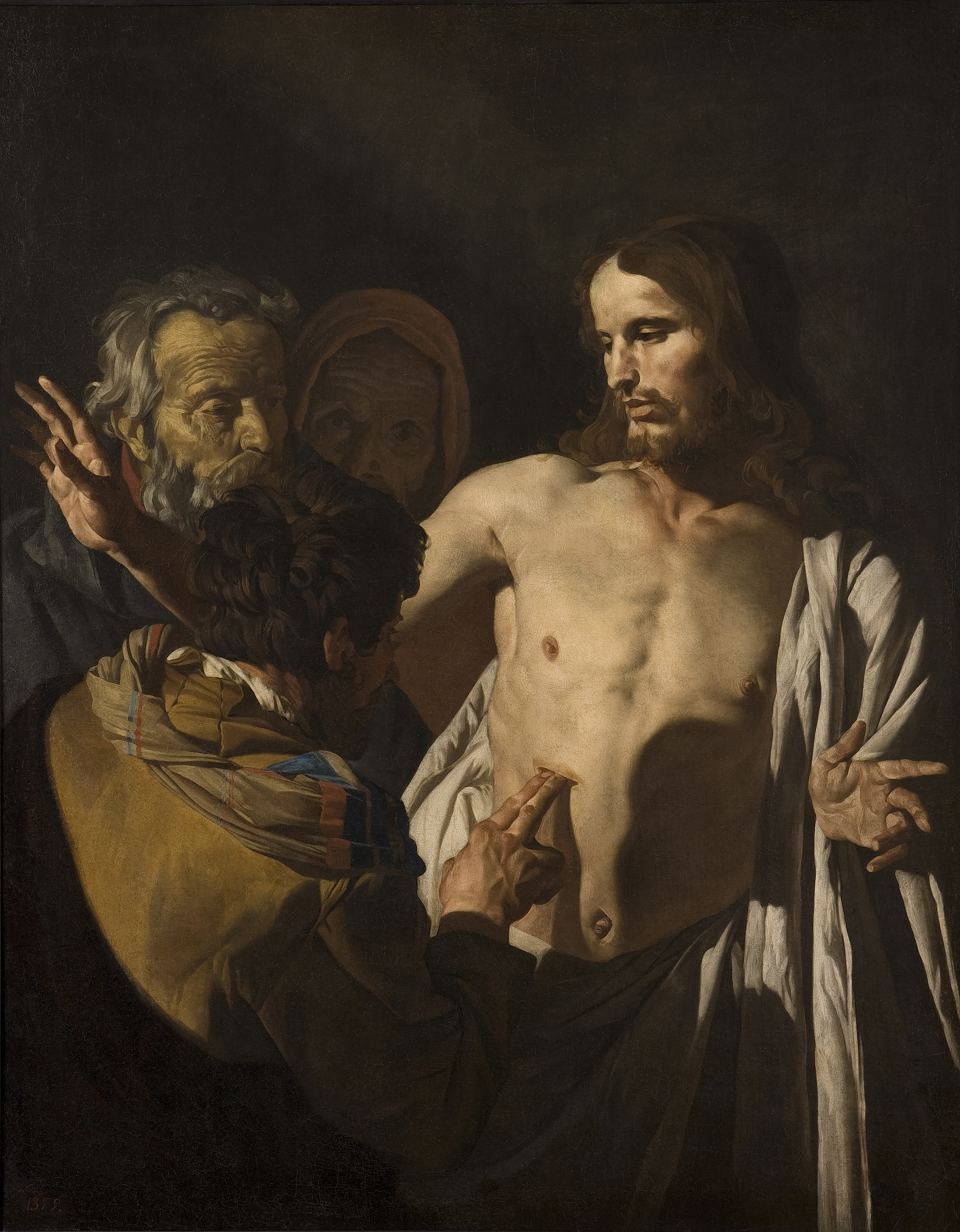
『聖トマスの懐疑』 プラド美術館蔵
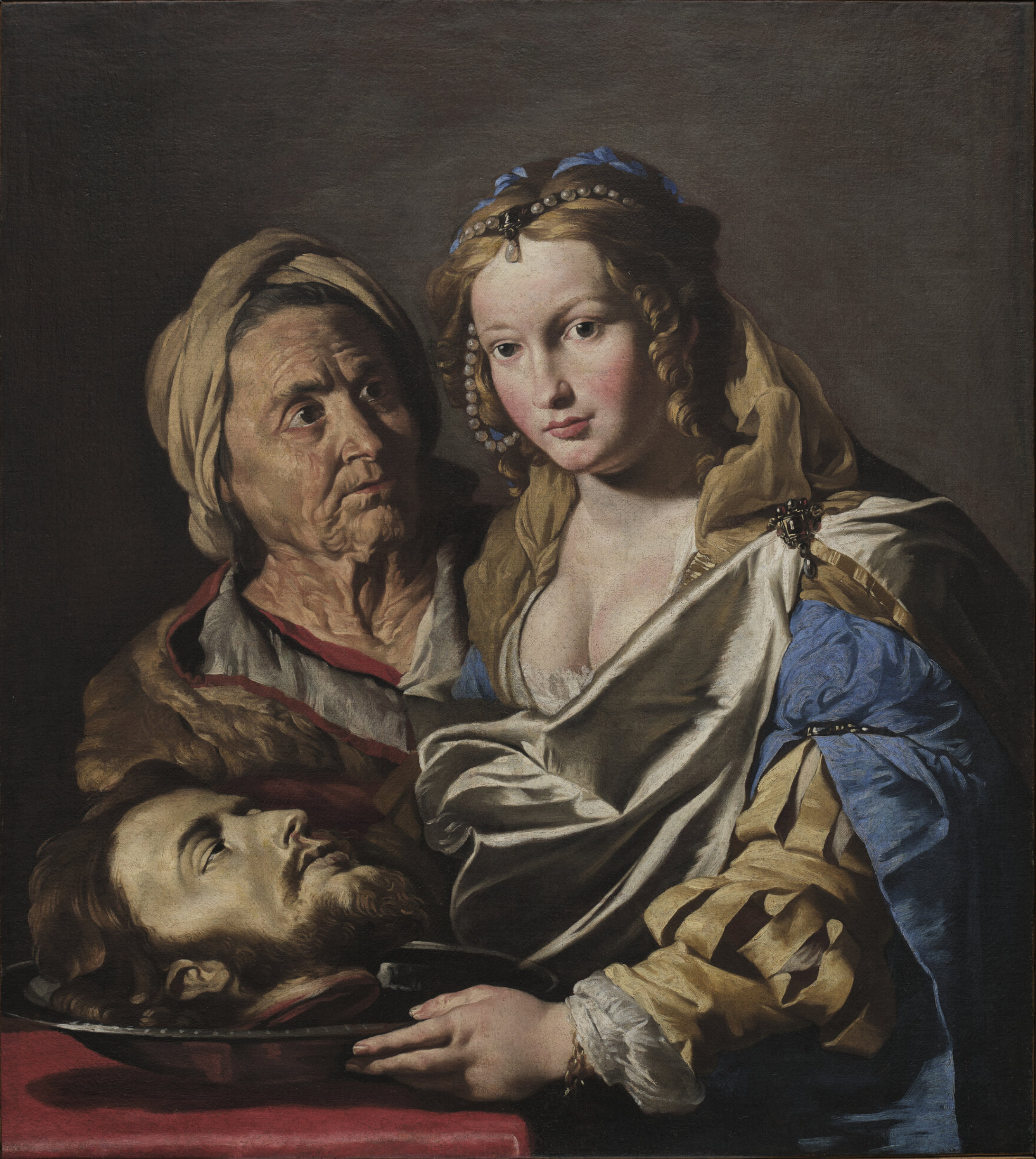
サロメ Palazzo Bianco 蔵
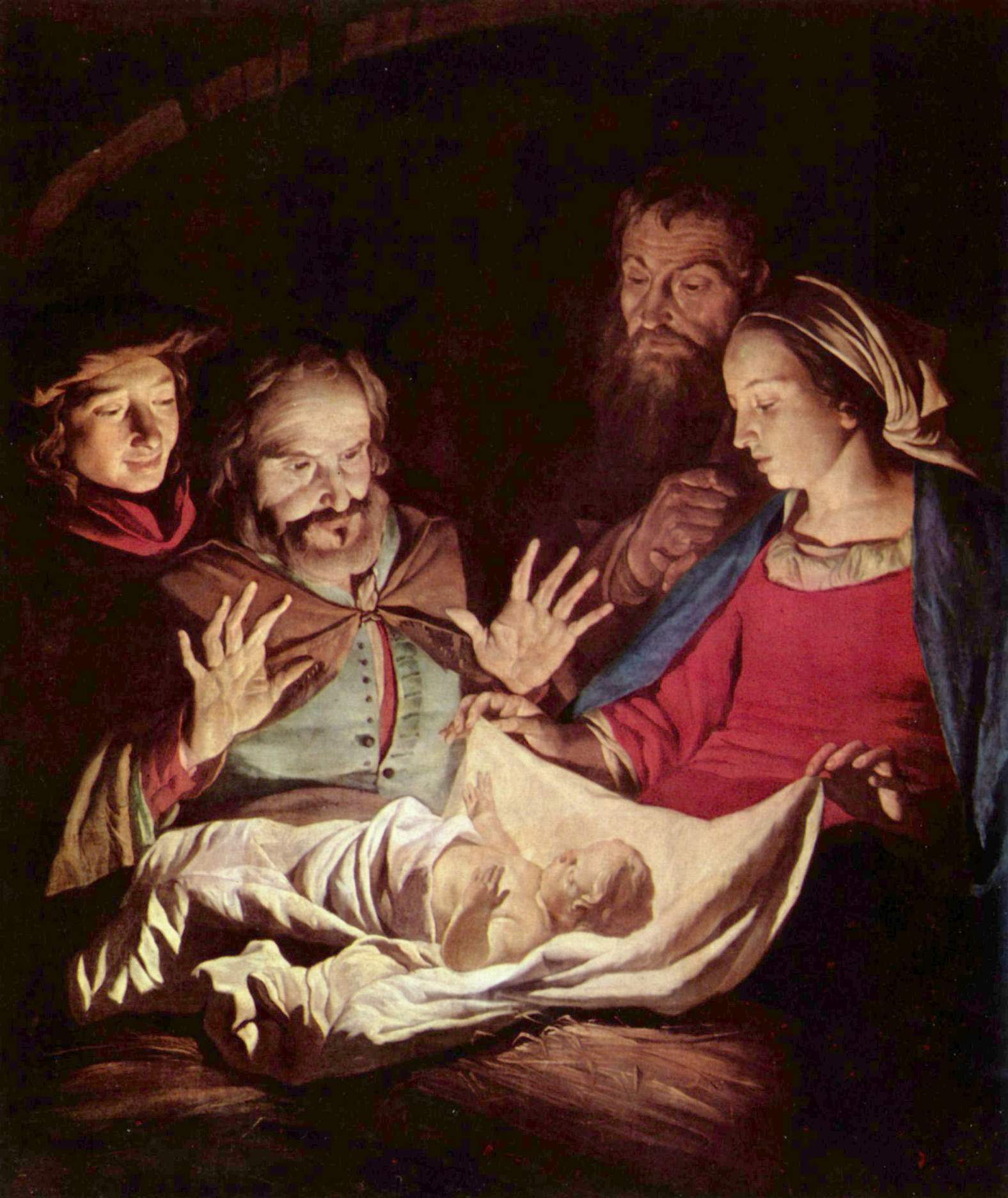
羊飼いたちの礼拝 ナント美術館蔵
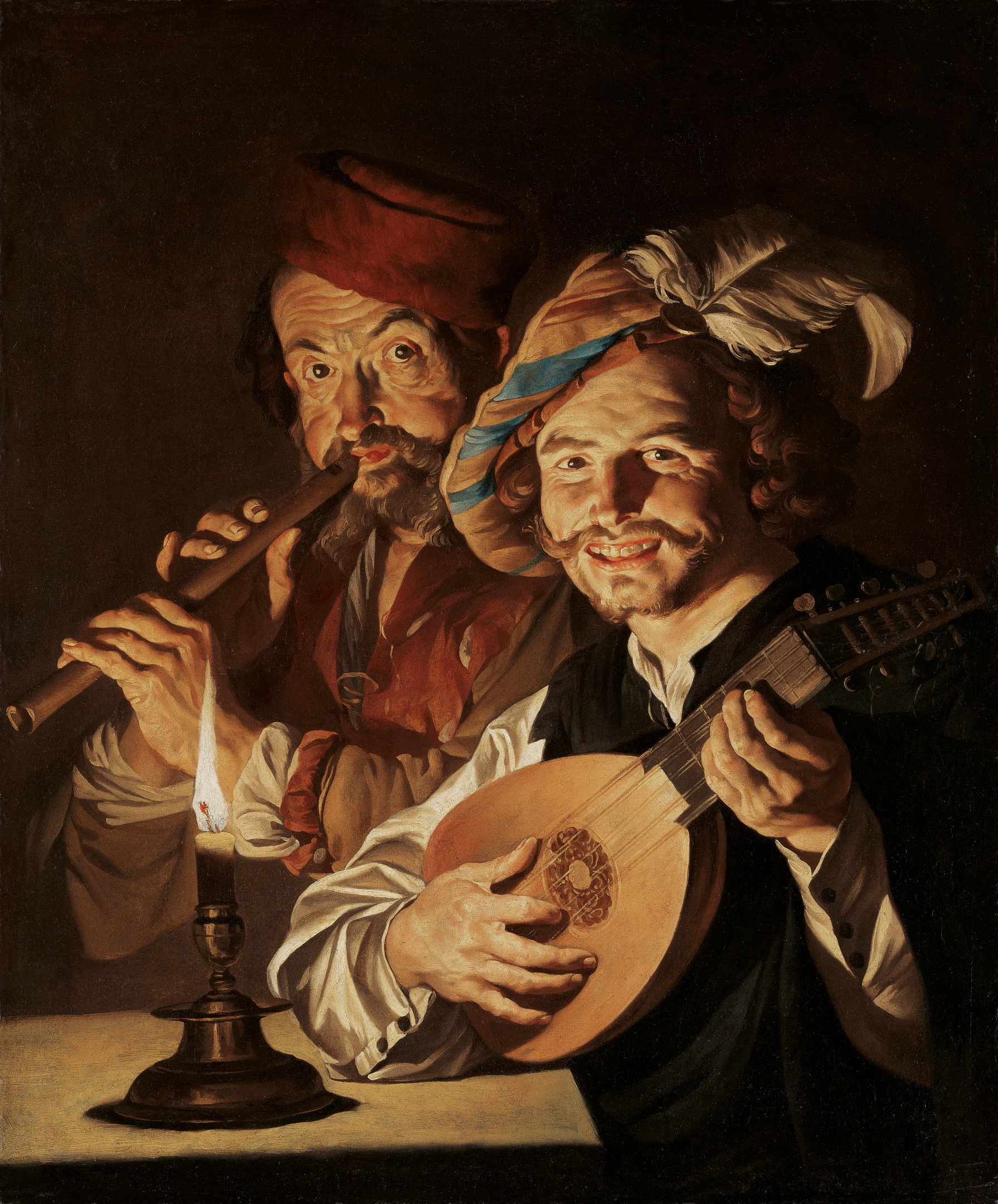
音楽家 リヒテンシュタイン美術館蔵

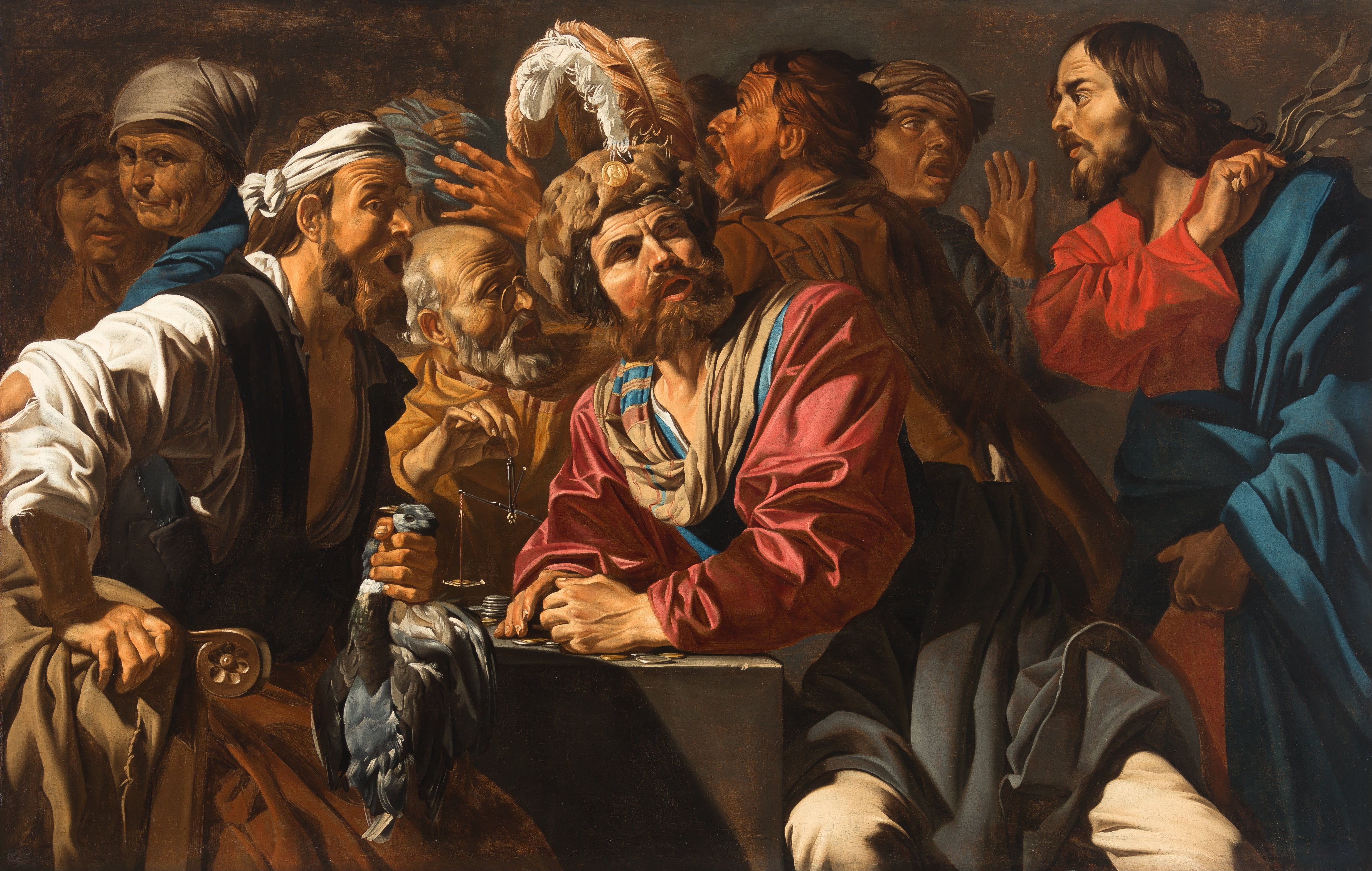
神殿から両替人を追放するキリスト
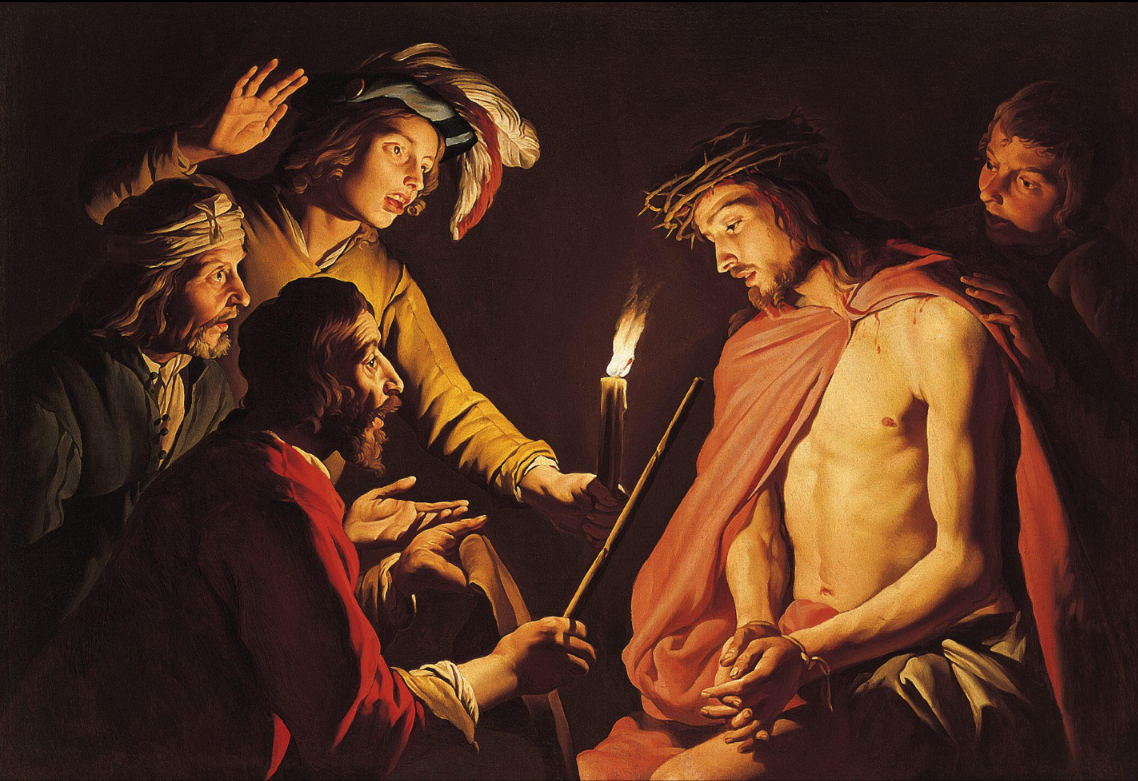
Mocking of Christ
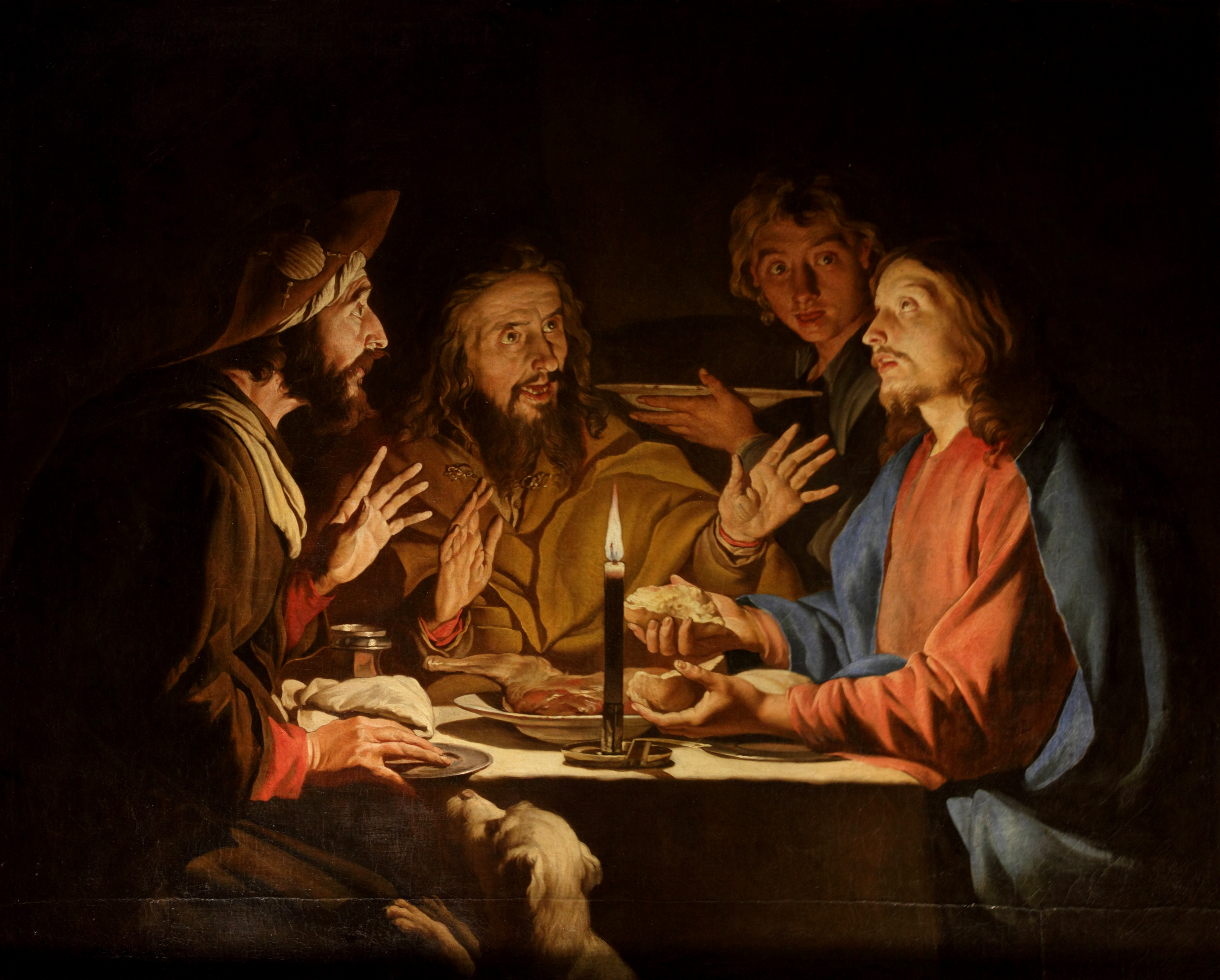
『エマオの晩餐』 グルノーブル美術館蔵